# Szczęście przychodzi, kiedy chce
Szczęście przychodzi, kiedy chce – nieukończony polski film fabularny z 1939 roku na podstawie powieści Kamila Nordena.
Prace nad filmem zostały przerwane z powodu wybuchu II wojny światowej.

## Obsada
- Lidia Wysocka
- Zofia Lindorfówna
- Kazimierz Junosza-Stępowski